# Kaj Kleist
Kaj H.P. Kleist (født 11. november 1943 i Qaqortoq) er en grønlandsk politiker.
Han har siden 2003 været administrerende direktør for Grønlands Hjemmestyre. Hvilket han også var i 1992-99, . Fra 1. februar 2008 har han været departementschef for Landsstyreformandens departement.
Kleist er uddannet lærer og sluttede som rektor i Sulisartut Højskoliat i 1990 for at begynde i Hjemmestyret. Han begyndte
som direktør for Departementet for Kultur, Undervisning og Arbejdsmarkedet, men har haft flere direktørjob. 
Han har tidligere også været medlem af KUAK (modstandere af uranudvinding i Grønland) 1979-80 og har ledet EU-modstands organisationen ANISA 1981-82.
Kleist varslede, at han går af med pension 11. november 2008, når han fylder 65 år.